# 南本町 (大阪市)
南本町（みなみほんまち）は、大阪府大阪市中央区の町名。現行行政地名は南本町一丁目から南本町四丁目。

## 地理
船場のうち北から12番目の町で、北は本町、南は船場中央、東は東横堀川を挟んで本町橋、西は西横堀川跡の阪神高速1号環状線北行きを挟んで西区西本町とそれぞれ接する。
地内にはOsaka Metroの本町駅および堺筋本町駅がある。

### 河川
- 東横堀川 - 当町の東端において屈曲しており、「本町の曲がり」と呼ばれる。東横堀川沿いの東横堀筋も当町と旧：唐物町の境界において東へ追加される筋へ移り、もとの筋は箒屋町（ほうきやまち）筋と名称を変える。

## 歴史
現在の3丁目と4丁目のうち心斎橋筋 - 狐小路間の中央大通東行き（唐物町通）沿いは雛屋町、渡辺筋沿いは北渡辺町・南渡辺町、西横堀川沿いは長浜町という町名だった。
1872年（明治5年）に南本町1 - 5丁目（1丁目は上半・下半に分かれていた）を1 - 4丁目に改編。1930年（昭和5年）に北渡辺町・南渡辺町の各一部を編入して1 - 5丁目に改編。1989年（平成元年）に唐物町1 - 5丁目を編入して現行の1 - 4丁目に改編された。
1962年（昭和37年）に埋め立てられた西横堀川には江達橋が架橋されていた。

## 世帯数と人口
2019年（平成31年）3月31日現在の世帯数と人口は以下の通りである。
| 丁目         | 世帯数  | 人口  |
| ------------ | ------- | ----- |
| 南本町一丁目 | 155世帯 | 177人 |
| 南本町二丁目 | 52世帯  | 56人  |
| 南本町三丁目 | 91世帯  | 137人 |
| 南本町四丁目 | 160世帯 | 282人 |
| 計           | 458世帯 | 652人 |

### 人口の変遷
国勢調査による人口の推移。
| 1995年（平成7年）  | 101人 | [ 5 ] |  |
| 2000年（平成12年） | 109人 | [ 6 ] |  |
| 2005年（平成17年） | 123人 | [ 7 ] |  |
| 2010年（平成22年） | 243人 | [ 8 ] |  |
| 2015年（平成27年） | 307人 | [ 9 ] |  |

### 世帯数の変遷
国勢調査による世帯数の推移。
| 1995年（平成7年）  | 64世帯  | [ 5 ] |  |
| 2000年（平成12年） | 80世帯  | [ 6 ] |  |
| 2005年（平成17年） | 104世帯 | [ 7 ] |  |
| 2010年（平成22年） | 189世帯 | [ 8 ] |  |
| 2015年（平成27年） | 252世帯 | [ 9 ] |  |

## 事業所
2016年（平成28年）現在の経済センサス調査による事業所数と従業員数は以下の通りである。
| 丁目         | 事業所数    | 従業員数 |
| ------------ | ----------- | -------- |
| 南本町一丁目 | 289事業所   | 4,540人  |
| 南本町二丁目 | 408事業所   | 4,563人  |
| 南本町三丁目 | 265事業所   | 2,900人  |
| 南本町四丁目 | 136事業所   | 2,525人  |
| 計           | 1,098事業所 | 14,528人 |

## 施設
- 明治屋ビル
- 大阪凰林医療学院
- 日本エイペックス
- イトゥビル - 2012年まで日本ハムの本社が入居していた。

## 交通

### 鉄道
- Osaka Metroの本町駅および堺筋本町駅。

### 道路
高速
- 阪神高速1号環状線

国道
- 国道25号（御堂筋）

主要地方道
- 大阪府道102号恵美須南森町線（堺筋）

## その他

### 日本郵便
- 〒541-0054[3]（集配局：大阪東郵便局[11]）